# 139028 Haynald
139028 Haynald è un asteroide della fascia principale. Scoperto nel 2001, presenta un'orbita caratterizzata da un semiasse maggiore pari a 2,2616225 UA e da un'eccentricità di 0,0731882, inclinata di 6,29769° rispetto all'eclittica.
L'asteroide è dedicato al cardinale ungherese Lajos Haynald.